# HD 66441
HD 66441，又名CP-53 1505，SAO 235680、HR 3156，是一颗恒星，视星等为5.87，位于銀經268.02，銀緯-12.37，其B1900.0坐标为赤經7h 58m 22.4s，赤緯-53° -12.37′ 26″。